# Cantó de Châtellerault-Nord
El cantó de Châtellerault-Nord és un cantó francès del departament de la Viena, situat al districte de Châtellerault. Compta amb 1 municipi i part del de Châtellerault.

## Municipis
- Châtellerault (part)
- Saint-Sauveur

## Història
| Data d'elecció                           | Identitat          | Partit          | Qualitat |
| ---------------------------------------- | ------------------ | --------------- | -------- |
| 1945-1951                                | Louis Ripault      | Rad.            |          |
| 1951-1964                                | Ernest Bouchet     | UNR             |          |
| 1964-1977                                | Pierre Abelin      | CD, després UDF |          |
| 1977-2008                                | Jean-Pierre Abelin | UDF, després NC |          |
| 2008-                                    | Valérie Champion   | NC              |          |
| les dades anteriors no són pas conegudes |                    |                 |          |
|                                          |                    |                 |          |

## Demografia
| A partir de 1990: Població sense dobles comptes |